# Fosgenite
La fosgenite è un minerale, un clorocarbonato di piombo.
Il minerale ha questo nome perché si pensava, nel 1841, che fosse un derivato del fosgene (COCl2); nome che deriva dal greco φὼς = luce e γεννάω = generare.
Il minerale fu descritto per la prima volta da Johann Friedrich August Breithaupt (1791-1873), mineralogista sassone, nel 1841.

## Abito cristallino
I cristalli sono prismi tozzi, tabulari o piramidali molto sfaccettati.

## Origine e giacitura
È un minerale che ha origine secondaria; si trova nella zona di ossidazione dei giacimenti di piombo. Recenti studi hanno appurato che la fosgenite provenga da alterazione della galena ad opera di acque molto ricche in cloro.
La paragenesi è con cerussite, anglesite e altri minerali di piombo.

## Forma in cui si presenta in natura
Si presenta in cristalli, in aggregati granulari e massivi.

## Caratteri fisico-chimici
Ha luminescenza giallo-chiara e si taglia facilmente con un coltello. È solubile in HCl e HNO3 con effervescenza; fonde al cannello ferruminatorio.

## Località di ritrovamento
In tavolette spesse nella miniera Christian Levin, presso Essen, in Germania; a Tarnòw, in Polonia; a Matlock, nel Derbyshire, in Gran Bretagna; a Laurion, in Grecia; a Tsumeb, in Namibia.
In Italia in begli esemplari e di notevoli dimensioni è stata trovata nelle geodi della galena, nella miniera di Monteponi, nell'Iglesiente; insieme a cerussite ed anglesite si trova nella miniera di Montevecchio, in provincia di Cagliari.